# Ovi (Nokia)
Ovi by Nokia (Tiếng Phần Lan: ovi - Nghĩa: cánh cửa) là thương hiệu dành cho các dịch vụ Internet (hiện nay đã ngừng hỗ trợ) của Nokia. Các dịch vụ này có thể được sử dụng từ thiết bị di động, máy tính (thông qua Ovi Suite) hoặc qua web. Nokia tập trung vào năm lĩnh vực dịch vụ chính: Trò chơi, Bản đồ, Phương tiện, Nhắn tin và Âm nhạc. Mục đích của Nokia với Ovi là bao gồm các nhà phát triển bên thứ ba, chẳng hạn như các nhà khai thác và dịch vụ của bên thứ ba như Flickr của Yahoo. Với thông báo về API của Ovi Maps, Nokia bắt đầu phát triển dịch vụ của họ thành một nền tảng, cho phép các bên thứ ba sử dụng các dịch vụ Ovi của Nokia.
Ovi được công bố lần đầu tiên vào năm 2007 và đã là một bước tiến vào thế giới của các dịch vụ và ứng dụng Internet. Nó ban đầu có sẵn cho các điện thoại phổ thông của Nokia và điện thoại thông minh S60 hay cũng có thể truy cập qua web và trên PC. Trong suốt cuộc đời của mình, nó đã phải đối mặt với sự cạnh tranh mạnh mẽ đặc biệt là từ App Store của Apple. Tính đến tháng 1 năm 2012, có chính xác 10 triệu lượt tải xuống mỗi ngày, hơn 158 nhà phát triển đạt hơn 1 triệu lượt tải xuống cho những ứng dụng của họ.
Vào ngày 16 tháng 5 năm 2011, Nokia đã tuyên bố ngừng hỗ trợ thương hiệu Ovi và các dịch vụ được đổi thương hiệu dưới thương hiệu Nokia. Quá trình chuyển đổi bắt đầu vào tháng 7 năm 2011 và được hoàn thành vào cuối năm 2012. Hầu hết các dịch vụ cấu thành sau đó đã bị đóng cửa hoặc tích hợp vào các dịch vụ riêng của Microsoft sau khi mua lại bộ phận dịch vụ và thiết bị Nokia vào năm 2014.

## Lịch sử

Ovi Logo

Ovi được công bố vào ngày 29 tháng 8 năm 2007 tại sự kiện Go Play ở London. Bản beta công khai được phát hành vào ngày 28 tháng 8 năm 2008. Nokia đã có được những sản phẩm chính cho Ovi theo thời gian. Chúng bao gồm quyền sở hữu trí tuệ (IP), bằng sáng chế và các thành phần cốt lõi như đồng bộ hóa. Mua lại IP, bằng sáng chế bao gồm các công ty như Starfish Software, Intellisync, NAVTEQ, Gate5, Plazes và các công ty khác. Các thành phần khác đã được phát triển nội bộ. Vào ngày 20 tháng 5 năm 2009, tại sự kiện Where 2.0 ở San Jose, CA, Hoa Kỳ, Nokia đã công bố phát hành API của Ovi Maps, cho phép các nhà phát triển web nhúng Ovi Maps vào trang web của họ bằng JavaScript.

## Dịch vụ

### Ovi Store (Cửa hàng Ovi)
Ovi Store được ra mắt trên toàn thế giới vào tháng 5 năm 2009. Tại đây, khách hàng có thể tải xuống các trò chơi di động, ứng dụng, video, hình ảnh và nhạc chuông cho thiết bị Nokia của họ. Trong đó có một số mặt hàng miễn phí; còn lại có thể được mua bằng thẻ tín dụng hoặc thông qua thanh toán của nhà điều hành được chọn. Nội dung trong Ovi Store được sắp xếp thành các danh mục: Nổi bật (được đề xuất), Trò chơi, Cá nhân hóa, Ứng dụng, Âm thanh & Video. Ovi Store đã thay thế các dịch vụ Nokia cũ hơn Widsets, Tải xuống! và MOSH.
Ovi Store được dự định sẽ cung cấp cho khách hàng nội dung tương thích với thiết bị di động của họ và phù hợp với thị hiếu và vị trí hay vùng/quốc gia của họ. Khách hàng có thể chia sẻ đề xuất với bạn bè của họ, xem những gì họ đang tải xuống và cho họ xem các mục quan tâm.
Đối với các nhà xuất bản nội dung, Nokia cung cấp một công cụ tự phục vụ để đưa nội dung của họ lên Ovi Store. Các loại nội dung được hỗ trợ bao gồm: Java ME, ứng dụng Flash, widget, nhạc chuông, hình nền, chủ đề và nhiều hơn nữa cho các thiết bị Nokia Series 40 và Symbian S60 và cả Symbian^3. Nokia cung cấp 70% lợi nhuận của tổng doanh thu, tiền hoàn lại, và thuế lại ít áp dụng hơn. Còn nếu áp dụng, thì sẽ sửa lại chi phí thanh toán cố định của nhà điều hành. Số lượt tải xuống hàng ngày đạt 10 triệu vào tháng 8 năm 2011 Có 116.583 ứng dụng tính đến tháng 12 năm 2011 
Vào năm 2012, nó được đổi tên thành Nokia Store. Ovi Store cũng có vẻ khác biệt trên thiết bị cầm tay Symbian để phù hợp với việc chuyển đổi thương hiệu mới - đó là màu xanh thay vì màu xanh lá cây và Ovi Store là trang web tải xuống cho di động lớn thứ ba trên thị trường (sau App Store của Apple và Google Play) vào năm 2012. Từ năm 2014, các nhà phát triển không còn có thể xuất bản các ứng dụng và cập nhật ứng dụng mới cho nền tảng Symbian và MeeGo lên Nokia Store. Microsoft chính thức ngừng chấp nhận các ứng dụng mới cho dịch vụ Nokia Publish và các đăng ký mới cho các trang web Nokia Publish và Nokia Developer kể từ ngày 18 tháng 2 năm 2015, và chính thức nghỉ hưu trang web Nokia Developer vào tháng 3 năm 2015 và khuyến khích các nhà phát triển truy cập MSDN và trang web Windows Developer để phát triển ứng dụng cho Windows Phone và Windows.
Microsoft đã ngừng hỗ trợ Nokia Store vào năm 2015 và người dùng đã được chuyển sang Opera Mobile Store làm cửa hàng ứng dụng mới cho các thiết bị Nokia cũ.

### Ovi Suite

Ovi Suite & Sync

Ovi Suite cho phép người dùng di động Nokia sắp xếp và chia sẻ ảnh và dữ liệu PIM giữa PC và thiết bị cầm tay của họ. Đó là thế hệ tiếp theo của Nokia PC Suite và cuối cùng Nokia Ovi Suite trở thành ứng dụng máy tính duy nhất được cung cấp bởi Nokia. Phiên bản thương mại của Nokia Ovi Suite là 3.3.86. Một phiên bản tương thích với Mac OS X đã được công bố vào tháng 11 năm 2008 và đã được "mong đợi" kể từ đó. Thay vào đó, điện thoại Nokia có thể kết nối với máy tính Mac thông qua ứng dụng iSync của Apple.

### Ovi Sync (Đồng bộ hóa Ovi)
Ovi Sync cho phép đồng bộ hóa các dữ liệu về danh và lịch giữa các điện thoại Nokia Symbian và trung tâm dữ liệu Nokia Ovi. Đồng bộ hóa được bắt đầu trên điện thoại theo hướng hai chiều.

### Ovi Contacts (Danh bạ Ovi)
Ovi Contacts là phần sổ địa chỉ của ovi.com và cho phép 

Ovi Contact

xem và sửa đổi thông tin liên lạc. Nokia đã thông báo trên trang web Ovi rằng việc truy cập web vào thông tin liên lạc sẽ bị ngừng vào ngày 25 tháng 1 năm 2012. Tuy nhiên, Nokia tuyên bố rằng Ovi Sync sẽ hoạt động sau ngày này, cho phép người dùng điện thoại Nokia Symbian tiếp tục chuyển dữ liệu liên lạc điện thoại đến và từ các máy chủ của trung tâm dữ liệu Nokia. Do việc ngừng truy cập web vào dữ liệu liên lạc cũng như việc chuyển sang thiết bị Windows Phone 7 để đồng bộ hóa dữ liệu với Microsoft Hotmail, vào cuối năm 2011, Nokia đã thêm khả năng tải xuống tất cả thông tin Danh bạ Ovi ở định dạng CSV để nhập vào một thiết bị khác từ nhà cung cấp liên hệ trực tuyến. Nokia tuyên bố rằng khả năng tải xuống này sẽ vẫn thông qua URL contactsui.ovi.com ngay cả sau khi quyền truy cập web vào dữ liệu liên hệ đã kết thúc.

### Ovi Calendar (Lịch Ovi)
Ovi Calendar là một phần của dịch vụ Ovi. Nó được thiết kế
để được đồng bộ hóa với lịch trên điện thoại Nokia Symbian thông qua Ovi Sync. Trang web Ovi Calendar đã ngừng hoạt động vào ngày 31 tháng 8 năm 2011. Dữ liệu của Ovi Calendar vẫn có thể được xuất ở định dạng iCalendar tại calendar.ovi.com. Nokia tuyên bố họ sẽ tiếp tục cung cấp khả năng tải xuống này ngay cả khi việc xem và chỉnh sửa dữ liệu lịch trên web đã kết thúc và Ovi Sync sẽ tiếp tục đồng bộ hóa dữ liệu lịch điện thoại Nokia Symbian với các máy chủ trung tâm dữ liệu của họ.

### Ovi Maps (Bản đồ Ovi)
Với Ovi Maps, người dùng có thể duyệt các địa điểm từ 

Ovi Maps

khắp nơi trên thế giới, lên kế hoạch cho các chuyến đi, tìm kiếm địa chỉ và các điểm ưa thích và lưu chúng trên Ovi. Ovi Maps phiên bản web có thể được sử dụng trên mọi trình duyệt và mọi hệ điều hành PC hoặc Mac. Để cài đặt plug-in Ovi Maps cho phép nhiều tính năng hơn, người ta cần có Microsoft Windows XP / Vista với Microsoft Internet Explorer 6 trở lên hoặc Mozilla Firefox 3 trở lên hoặc Apple Mac OS X với Safari 3 trở lên.
Nếu ứng dụng Ovi Maps 3.0 (trước đây gọi là Nokia Maps) được cài đặt cho thiết bị di động Nokia tương thích của bạn, bạn có thể đồng bộ hóa các địa điểm, bộ sưu tập và tuyến đường giữa Bản đồ Ovi và thiết bị di động của bạn. Bạn cần có tài khoản Nokia để có thể đồng bộ hóa.
Sử dụng Nokia Ovi Suite hoặc Nokia Map Loader trên Microsoft Windows XP hoặc Vista, người dùng có thể tải xuống và tải trước dữ liệu bản đồ và giọng nói điều hướng đến thiết bị di động của họ. Điều này cho phép khách hàng tiết kiệm thời gian và tiền bạc vì ít dữ liệu được yêu cầu tải xuống qua mạng trong quá trình hoạt động. Dữ liệu bản đồ cũng có thể được tải xuống mà không cần Nokia Ovi Suite hoặc Nokia Map Loader bằng cách trỏ trình duyệt web đến các vị trí tệp bản đồ.

### Ovi Mail (Thư điện tử Ovi)
Ovi Mail là một địa chỉ email được thiết kế để truy cập từ
các thiết bị di động Nokia và các trình duyệt máy tính để bàn tương thích. Giai đoạn beta của nó bắt đầu vào tháng 12 năm 2008 và có sẵn cho tất cả người dùng Ovi vào ngày 20 tháng 2 năm 2009. 1 triệu tài khoản đã được kích hoạt trong sáu tháng đầu tiên, 650.000 trên thiết bị di động. 5 triệu tài khoản đã được kích hoạt trong năm đầu tiên. Theo trang web Ovi Mail, Ovi Mail đã phổ biến ở Iran, Thổ Nhĩ Kỳ, Azerbaijan, Iraq, Indonesia, Nam Phi, Philippines, Mexico, Brazil và Ấn Độ.
Hơn 35 mẫu điện thoại S40 và S60 khác nhau được hỗ trợ Ovi Mail. Web mail này hoạt động với các trình duyệt như Opera, IE 6, IE 7, Firefox 2, Firefox 3 và Google Chrome, có sẵn bằng 15 ngôn ngữ: Tiếng Anh (Mỹ), Tiếng Anh (Anh), Tiếng Indonesia, Tiếng Mã Lai, Tiếng Bengal, Tiếng Philipin (Tagalog), Pháp, Đức, Hindi, Ý, Bồ Đào Nha (Brazil), Trung Quốc (Giản thể), Bồ Đào Nha và Tây Ban Nha.
Năm 2010, Yahoo và Nokia đã đưa ra một thỏa thuận chiến lược để Yahoo thay thế Ovi Mail và Ovi Chat bằng các sản phẩm mail và chat của Yahoo. Thỏa thuận này bắt đầu vào mùa xuân năm 2011 
Nokia Mail được cung cấp bởi Yahoo đã bị ngừng vào tháng 3 năm 2015. Bắt đầu từ tháng 3 năm 2015, người dùng không còn có thể đăng nhập, truy cập email hiện có hoặc gửi và nhận tin nhắn mới bằng địa chỉ Nokia Mail hoặc Nokia Chat của họ. Nếu họ muốn lưu email hiện tại của mình, họ phải sao chép Nokia Mail hiện tại của họ sang dịch vụ email khác hoặc vào máy tính của họ trước tháng 3 năm 2015.

### Instant messaging (Nhắn tin tức thời)
Điện thoại Nokia cũng được cung cấp cùng với phần mềm 
nhắn tin tức thời (IM). Ngoài việc sử dụng tài khoản với các nhà cung cấp dịch vụ IM phổ biến khác (ví dụ: đối với mạng ICQ), người dùng cũng có thể sử dụng tài khoản Ovi của mình để gửi và nhận tin nhắn tức thời đến và từ những người dùng Ovi khác. Tùy thuộc vào giá cước của người dùng để gửi tin nhắn văn bản SMS so với kết nối Internet từ điện thoại di động, sử dụng tin nhắn tức thời có thể rẻ hơn đáng kể (gói dữ liệu dựa trên khối lượng) hoặc đắt hơn đáng kể (gói dữ liệu dựa trên thời gian). 

Ovi Share

### Ovi Share (Dịch vụ chia sẻ Ovi)
Ovi Share là trang web chia sẻ phương tiện truyền thông.
Ban đầu được gọi là Twango, trang web cho phép tải lên và lưu trữ hình ảnh, video, v.v. Người dùng có thể tải lên phương tiện truyền thông trực tiếp từ điện thoại di động Nokia thông qua ứng dụng Share Online 3.0 hoặc có thể sử dụng PC của họ.

### Ovi Files (Quản lí tập tin Ovi)
Ovi Files là một dịch vụ cho phép người dùng truy cập, gửi
và tạo một bản sao trực tuyến các tệp được lưu trữ trên máy tính Windows và Macintosh của họ từ bất kỳ trình duyệt web trên thiết bị di động hoặc máy tính nào. Các tính năng bổ sung cho phép người dùng tải nội dung lên máy tính từ xa của họ và xem trước các tài liệu Microsoft Office và Adobe PDF mà không cần plug-in trình duyệt hoặc ứng dụng được cài đặt.
Ovi Files được dựa trên dịch vụ "Truy cập và chia sẻ" được tạo bởi Avvenu Incorporated, được Nokia mua lại  vào ngày 5 tháng 12 năm 2007. Ban đầu là một dịch vụ cao cấp, Ovi Files được cung cấp miễn phí vào tháng 7 năm 2009. Dịch vụ đóng cửa vào ngày 15 tháng 10 năm 2010 

### Ovi Music Store (Cửa hàng âm nhạc Ovi)
Ovi Music Store cho phép mua nhạc trực tiếp trên thiết bị di

động hoặc qua PC. Nó chứa hơn 11 triệu bài hát. 

Ovi Music Store

Ovi Music Store đã có sẵn tại Úc, Áo, Brazil, Phần Lan, Pháp, Đức, Ấn Độ, Ireland, Ý, Mexico, Hà Lan, Na Uy, Ba Lan, Bồ Đào Nha, Ả Rập Xê-út, Singapore, Nam Phi, Tây Ban Nha, Thụy Điển, Thụy Sĩ, Tây Ban Nha, Thổ Nhĩ Kỳ, Các Tiểu vương quốc Ả Rập Thống nhất và Vương quốc Anh với nhiều quốc gia và ra mắt phần mềm này rất thường xuyên.
Sau đó, nó được đổi tên thành Nokia Music Store và có sẵn ở Úc, Áo, Brazil, Phần Lan, Đức, Ấn Độ, Ý, Mexico, Nga, Singapore, Thụy Điển, Thụy Sĩ, Thổ Nhĩ Kỳ, Vương quốc Anh và Nam Phi.
Sau đó, nó được đổi tên thành MixRadio và được bán cho Line Corporation.

### Ovi Player (Trình nghe nhạc Ovi)
Nokia Ovi Player, trước đây gọi là Nokia Music PC Client, là phần mềm quản lý và phát nhạc cho PC.
Nokia Ovi Player cho phép người dùng tải xuống các bản
nhạc từ các cửa hàng âm nhạc và cung cấp trình chuyển các bản nhạc sang Điện thoại và Trình phát MP3 được hỗ trợ. Nokia Ovi Player hỗ trợ Giao thức truyền phương tiện (MTP - Media Transfer Protocol) và sẽ có thể chuyển các bản âm thanh sang bất kỳ điện thoại hoặc máy nghe nhạc MP3 nào hỗ trợ MTP qua USB tiêu chuẩn.

## Xuất bản nội dung
Các nhà xuất bản nội dung, hoặc Nhà cung cấp phần mềm độc lập (ISV - Independent Software Vendors), có thể tham gia chương trình Ovi với mức phí 1 €. Nokia giữ 30% doanh thu của các nhà phát triển từ việc bán sản phẩm của họ. Tuy nhiên, nếu sản phẩm được mua bằng Thanh toán của nhà điều hành, thì từ 40% - 50% giá mà người tiêu dùng phải trả trước tiên được trao cho nhà điều hành. Nội dung mà nhà xuất bản phát triển đã được Nokia xem xét trước khi xuất bản. Các ứng dụng Symbian, Java và Flash phải được ký tên Symbian. Symbian Signed là chương trình ký kết được quản lý bởi Tổ chức Symbian. Các ứng dụng có thể được ký miễn phí như một phần của chương trình Ovi.

## Ngừng hỗ trợ
Vào tháng 5 năm 2011, Nokia đã ngừng thương hiệu OVI để dùng thương hiệu Nokia. Quyết định đã được đưa ra để tránh nhầm lẫn thương hiệu. Là một phần trong loạt điện thoại thông minh Windows Phone mới của Nokia, Ovi trở nên ít quan trọng hơn khi nó sử dụng Thị trường Windows Phone của Microsoft.
Hầu hết các dịch vụ cấu thành đã bị đóng cửa hoặc tích hợp vào các dịch vụ của chính Microsoft sau khi mua lại bộ phận dịch vụ và thiết bị Nokia vào năm 2014.